# James Bailey (basket-ball)
Pour les articles homonymes, voir James Bailey et Bailey.
James L. "Jammin' James" Bailey, né le 21 mai 1957 à Dublin, Géorgie, est un joueur américain de basket-ball. Il évolue durant sa carrière aux postes d'ailier fort et de pivot.
Issu de l'équipe universitaire des Scarlet Knights de Rutgers, il est drafté en 1979 par les SuperSonics de Seattle en 6e position.
Il évolue en NBA durant 9 saisons.